# Vetterslev Sogn
Vetterslev Sogn 
ist eine Kirchspielsgemeinde (dän.: Sogn)
auf der Insel Sjælland im südlichen Dänemark.
Bis 1970 gehörte sie zur Harde Ringsted Herred im damaligen Sorø Amt, danach zur Ringsted Kommune im Vestsjællands Amt, die im Zuge der  Kommunalreform zum 1. Januar 2007 Teil der Region Sjælland geworden ist.
Im Kirchspiel leben 769 Einwohner, davon 614 im Kirchdorf (Stand: 1. Januar 2023).
Im Kirchspiel liegt die Kirche „Vetterslev Kirke“.
Nachbargemeinden sind im Norden Høm Sogn, im Nordosten Ringsted Sogn und im Osten Sneslev Sogn, ferner in der benachbarten Næstved Kommune im Süden Tybjerg Sogn, im Südwesten Sandby Sogn und im Westen Vrangstrup Sogn.